# Шинник (посёлок)
Шинник — поселок в Оричевском районе Кировской области в составе Кучелаповского сельского поселения.

## География
Находится на левом берегу реки Ивкинка на расстоянии примерно 31 километр по прямой на восток-юго-восток от районного центра поселка Оричи.

## История
Известен с 1978 года. В 1989 году учтено 28 жителей. Имеется база отдыха.

## Население
Постоянное население  составляло 12 человек (русские 100%) в 2002 году, 5 в 2010.